# Хвороба Краббе
Хвороба Краббе (галактозилцерамідний ліпідоз) — рідкісне спадкове захворювання з групи лізосомних хвороб накопичення, при якому уражається мієлінова оболонка нервових волокон. Хвороба зумовлена дефіцитом ферменту — галактозидази цереброзидів, що здійснює другий етап катаболізму сульфатидом; накопичуються галактозилцерамід і галактозилсфінгозин. Успадковується автосомно-рецесивно. Хвороба названа на честь данського невролога Краббе (Knud Haraldsen Krabbe), який описав її в 1916 році.

## Епідеміологія
Частота хвороби Краббе становить 1 на 100 000 новонароджений в США, 2 на 100000 — у скандинавських країнах і найвища серед палестинських арабів — 1 на 6000. Захворювання також зустрічається у мишей, кішок і собак, особливо у вест-хайленд-вайт-тер'єрів і керн тер'єрів.

## Етіологія
Хвороба Краббе викликана мутація в GALC гені, розташованому на 14 хромосомі (14q31), яка призводить до недостатності ферменту галактоцереброзидази. У результаті в бімолекулярному шарі мієліну відбувається накопичення попередника галактоцереброзида — галактозилцераміда — психозину), який викликає загибель олігодендроцитів і розпад мієлінового волокна з утворенням характерних включень — глобоїдних клітин.

## Клінічна картина
Хвороба Краббе зазвичай починає проявлятися на 3-6 місяці життя. Першими симптомами бувають невмотивоване підвищення температури тіла, гіперзбудливість, порушення вигодовування, ригідність кінцівок, судоми, блювота, відставання в психомоторному розвитку. Надалі м'язовий тонус наростає до опістотонуса, відбувається прогресуюче зниження інтелекту та зору. Пізні форми захворювання (ювенільна та доросла) характеризуються більш повільним прогресуванням.

## Діагностика
При морфологічному дослідженні визначається скупчення кулястих великих багатоядерних клітин (глобоїдних) в ділянках демієлінізації.
Проводять магнітно-резонансну томографію з метою уточнення локалізації та специфіки ураження.

## Прогноз
Новонароджені з хворобою Краббе гинуть зазвичай протягом 2-х років. При пізніх формах захворювання з повільним прогресуванням тривалість життя є значно більшою.

## Лікування
Трансплантація кісткового мозку на ранніх стадіях захворювання дозволяє знизити тяжкість захворювання і зменшити клінічні прояви. Публікація в Медичному журналі Нової Англії від 2005 року повідомляє, що трансплантація пуповинної крові успішно зупиняє хворобу, але тільки в тому випадку, якщо це проводиться до появи явних симптомів.